# دارن بارنارد
دارن بارنارد (انگلیسی: Darren Barnard؛ زادهٔ ۳۰ نوامبر ۱۹۷۱) بازیکن فوتبال اهل بریتانیا است.
از باشگاه‌هایی که در آن بازی کرده‌است می‌توان به باشگاه فوتبال بارنزلی، باشگاه فوتبال چلسی، باشگاه فوتبال کمبرلی تاون، باشگاه فوتبال ردینگ، باشگاه فوتبال گریمزبی تاون، باشگاه فوتبال بریستول سیتی، و باشگاه فوتبال آلدرشات تاون اشاره کرد.
وی همچنین در تیم‌های ملی فوتبال زیر ۱۸ سال انگلستان و ولز بازی کرده‌است.